# Buxtehude-Werke-Verzeichnis
Buxtehude-Werke-Verzeichnis (BuxWV) en systematisk fortegnelse over Dieterich Buxtehudes værker udarbejdet af Georg Karstädt under navnet Thematisch-Systematisches Verzeichnis der Musikalischen Werke von Dietrich Buxtehude (1972). Et andet oplag med mindre ændringer og udvidelser kom i 1984.
På grund af vanskelighederne med at lave en kronologisk katalog er vokalværkerne og orgelkoralerne sorterede alfabetisk. Tabte værker er lagt til sidst i de respektive grupper. (BuxWV 225 blev fundet kort tid før udgivelsen og ligger udenfor den systematiske inddeling).
Buxtehude fik kun offentliggjort fjorten triosonater (BuxWV 252–265) i sin levetid, oprindelig i to bind – de første syv ofte kaldt Buxtehudes opus 1 og de næste syv opus 2.

## Kantater(BuxWV 1–112)
- BuxWV 1 – Accedite gentes, accurite populi
- BuxWV 2 – Afferte Domino gloriam honorem, manuskript i Dübensamlingen
- BuxWV 3 – All solch dein Güt wir preisen, manuskript i Dübensamlingen
- BuxWV 4 – Alles, was ihr tut mit Worten oder mit Werken, manuskript i Dübensamlingen / Merseburger Kassel 1948/2005, ISMN M-2007-0942-1 (Digtalisert utgave 1948)
- BuxWV 5 – Also hat Gott die Welt geliebet, Carus Stuttgart 2005 ISMN M-007-02894-7 / Bärenreiter Kassel 2005, ISMN M-006-40129-1 / Edition Butorac München 2004
- BuxWV 6 – An filius non est Dei, fons gratiae salus rei, manuskript i Dübensamlingen
- BuxWV 7 – Aperite mihi portas justitiae, manuskript i Dübensamlingen
- BuxWV 8 – Att du, Jesu, will mig höra
- BuxWV 9 – Bedenke, Mensch, das Ende, bedenke deinen Tod, manuskript i Dübensamlingen
- BuxWV 10 – Befiehl dem Engel, daß er komm, manuskript i Dübensamlingen, Bärenreiter Kassel 1931/1969/2003, ISMN M-006-40330-1 / Carus Stuttgart 2007
- BuxWV 11 – Canite Jesu nostro citharae, cymbala, organa, manuskript i Dübensamlingen, Bärenreiter Kassel 2004, ISMN M-006-43304-9
- BuxWV 12 – Cantate Domino canticum novum, manuskript i Dübensamlingen, Bärenreiter Kassel 2004, ISMN M-006-40335-6
- BuxWV 13 – Das neugeborne Kindelein, das herzeliebe Jesulein, manuskript i Dübensamlingen, Bärenreiter Kassel 2006, ISMN M-006-40459-9
- BuxWV 14 – Dein edles Herz, der Liebe Thron, manuskript i Dübensamlingen
- BuxWV 15 – Der Herr ist mit mir, darum fürchte ich mich nicht, manuskript i Dübensamlingen, Bärenreiter Kassel 2006, ISMN M-006-43128-1
- BuxWV 16 – Dies ist der Tag
- BuxWV 17 – Dixit Dominus Domino meo, manuskript i Dübensamlingen, Edition Butorac München 2007
- BuxWV 18 – Domine, salvum fac regem et exaudi nos, manuskript i Dübensamlingen
- BuxWV 19 – Drei schöne Dinge sind, manuskript i Dübensamlingen
- BuxWV 20 – Du Friedenfürst, Herr Jesu Christ, manuskript i Dübensamlingen
- BuxWV 21 – Du Friedenfürst, Herr Jesu Christ, manuskript i Dübensamlingen
- BuxWV 22 – Du Lebensfürst, Herr Jesu Christ, manuskript i Dübensamlingen
- BuxWV 23 – Ecce, nunc benedicite Domino
- BuxWV 24 – Eins bitte ich vom Herrn
- BuxWV 25 – Entreißt euch, meine Sinnen, Edition Butorac München 2004
- BuxWV 26 – Erfreue dich, Erde! Du Himmel erschall!, Merseburger Kassel 1997, ISMN M-2007-1110-3
- BuxWV 27 – Erhalt uns, Herr, bei deinem Wort, Bärenreiter Kassel 1956 / Carus Stuttgart 2007 / Merseburger Kassel 1956
- BuxWV 28 – Fallax mundus ornat vultus, Edition Butorac München 2004
- BuxWV 29 – Frohlocket mit Händen
- BuxWV 30 – Fürchtet euch nicht, siehe ich verkündige euch große Freude, Willi Müller Heidelberg 2002, ISMN M-2021-0352-4
- BuxWV 31 – Fürwahr, er trug unsere Krankheit, Bärenreiter Kassel 2007 (7. Auflage), ISMN M-006-40811-5
- BuxWV 32 – Gen Himmel zu dem Vater mein, Edition Butorac München 2004
- BuxWV 33 – Gott fähret auf mit Jauchzen
- BuxWV 34 – Gott, hilf mir, denn das Wasser geht mir bis an die Seele
- BuxWV 35 – Herr, auf dich traue ich, Edition Butorac München 2004
- BuxWV 36 – Herr, ich lasse dich nicht, Bärenreiter Kassel 2007
- BuxWV 37 – Herr, nun läßt du deinen Diener in Frieden fahren, Edition Butorac München 2007
- BuxWV 38 – Herr, wenn ich nur dich hab, Edition Butorac München 2004
- BuxWV 39 – Herr, wenn ich nur dich habe
- BuxWV 40 – Herren vår Gud – Der Herr erhöre dich, Merseburger Kassel 1956/1999, ISMN M-2007-1071-7
- BuxWV 41 – Herzlich lieb hab ich dich, o Herr, Bärenreiter Kassel 1956/2004, ISMN M-006-40346-2
- BuxWV 42 – Herzlich tut mich verlangen
- BuxWV 43 – Heut triumphieret Gottes Sohn, Bärenreiter Kassel 2006, ISMN M-006-41352-2
- BuxWV 44 – Ich bin die Auferstehung und das Leben
- BuxWV 45 – Ich bin eine Blume zu Saron
- BuxWV 46 – Ich habe Lust abzuscheiden
- BuxWV 47 – Ich habe Lust abzuscheiden
- BuxWV 48 – Ich halte es dafür, daß dieser Zeit Leiden der Herrlichkeit nicht wert sei
- BuxWV 49 – Ich sprach in meinem Herzen
- BuxWV 50 – Ich suchte des Nachts in meinem Bette
- BuxWV 51 – Ihr lieben Christen, freut euch nun
- BuxWV 52 – In dulci jubilo, nun singet und seid froh, Bärenreiter Kassel 1977/2003, ISMN M-006-40397-4 / MDH Nördlingen 2000 / Carus Stuttgart 1968/1991
- BuxWV 53 – In te, Domine, speravi. Non confundar in aeternum
- BuxWV 54 – Ist est recht, daß man dem Kaiser Zinse gebe oder nicht?
- BuxWV 55 – Je höher du bist, je mehr dich demütige
- BuxWV 56 – Jesu dulcis memoria
- BuxWV 57 – Jesu dulcis memoria
- BuxWV 58 – Jesu, komm, mein Trost und Lachen
- BuxWV 59 – Jesu, meine Freud und Lust, Edition Butorac München 2007
- BuxWV 60 – Jesu, meine Freude, meines Herzens Weide, Bärenreiter Kassel 1931/2007, ISMN M-006-40284-7 / Carus Stuttgart 1982/1990
- BuxWV 61 – Jesu, meiner Freuden Meister
- BuxWV 62 – Jesu, meines Lebens Leben, Merseburger Kassel 1997, ISMN M-2007-1082-3
- BuxWV 63 – Jesulein, du Tausendschön, Blümlein aus dem Himmelsgarten
- BuxWV 64 – Jubilate Domino omnis terra, Edition Butorac München 2007, Edition Güntersberg Heidelberg 2006, ISMN M-50174-099-4
- BuxWV 65 – Klinget mit Freuden, ihr klaren Klarinen
- BuxWV 66 – Kommst du, kommst du, Licht der Heiden
- BuxWV 67 – Lauda anima mea Dominum, Edition Butorac München 2004
- BuxWV 68 – Lauda Sion Salvatorem, Bärenreiter Kassel 2005 (17. Auflage), ISMN M-006-40275-5
- BuxWV 69 – Laudate, pueri, Dominum, laudate nomen Domini
- BuxWV 70 – Liebster, meine Seele saget
- BuxWV 71 – Lobe den Herrn, meine Seele, Edition Butorac München 2007
- BuxWV 72 – Mein Gemüt erfreuet sich
- BuxWV 73 – Mein Herz ist bereit, Gott, daß ich singe und lobe, Edition Butorac München 2007
- BuxWV 74 – Meine Seele, willtu ruhn
- BuxWV 75 – Membra Jesu nostri, Merseburger Kassel 1948/2007, ISMN M-2007-1116-5
- BuxWV 76 – Mit Fried und Freud (Fried- und freudenreiche Hinfahrt) – Begräbnismusik für Buxtehudes Vater, Johann Buxtehude
- BuxWV 77 – Nichts soll uns scheiden von der Liebe Gottes
- BuxWV 78 – Nimm von uns, Herr, du treuer Gott
- BuxWV 79 – Nun danket alle Gott
- BuxWV 80 – Nun freut euch, ihr Frommen, mit mir
- BuxWV 81 – Nun laßt uns Gott dem Herren Dank sagen, Merseburger Kassel 1955/2003, ISMN M-2007-1055-7
- BuxWV 82 – O clemens, o mitis, o coelestis Pater
- BuxWV 83 – O dulcis Jesu, o amor cordis mei, Edition Butorac München 2004
- BuxWV 84 – O fröhliche Stunden, o fröhliche Zeit, Edition Butorac München 2004
- BuxWV 85 – O fröhliche Stunden, o herrliche Zeit, Merseburger Kassel 1964/1999, ISMN M-2007-1093-9
- BuxWV 86 – O Gott, wir danken deiner Güt'
- BuxWV 87 – O Gottes Stadt, o güldnes Licht
- BuxWV 88 – O Jesu mi dulcissime
- BuxWV 89 – O lux beata trinitas et principalis unitas
- BuxWV 90 – O wie selig sind, die zu dem Abendmahl des Lammes berufen sind
- BuxWV 91 – Pange lingua gloriosi, corporis mysterium
- BuxWV 92 – Quemadmodum desiderat cervus, Edition Butorac München 2007
- BuxWV 93 – Salve desiderium, salve clamor gentium
- BuxWV 94 – Salve Jesu, Patris gnate unigenite
- BuxWV 95 – Schaffe in mir, Gott, ein rein Herz, Edition Butorac München 2004
- BuxWV 96 – Schwinget euch himmelan, Herzen und Sinnen (Lübeck-Kantate)
- BuxWV 97 – Sicut Moses exaltavit serpentem, Edition Butorac München 2004
- BuxWV 98 – Singet dem Herrn ein neues Lied, Carus Stuttgart 2006 / Edition Butorac München 2004 / Bärenreiter Kassel 2004, ISMN M-006-40040-9
- BuxWV 99 – Surrexit Christus hodie
- BuxWV 100 – Wachet auf, ruft uns die Stimme, Carus Stuttgart 1963/1990/1992
- BuxWV 101 – Wachet auff, rufft uns die Stimme, Bärenreiter Kassel 2006, ISMN M-006-41351-5
- BuxWV 102 – Wär Gott nicht mit uns diese Zeit, Carus Stuttgart 2007 / Merseburger Kassel 1957
- BuxWV 103 – Walts Gott, mein Werk ich lasse, Carus Stuttgart 2007 / Merseburger Kassel 1955
- BuxWV 104 – Was frag ich nach der Welt und allen ihren Schätzen, Carus Stuttgart 2005, ISMN M-007-05353-6
- BuxWV 105 – Was mich auf dieser Welt betrübt, Edition Butorac München 2004
- BuxWV 106 – Welt, packe dich, ich sehne mich nur nach dem Himmel
- BuxWV 107 – Wenn ich, Herr Jesu, habe dich, Edition Butorac München 2007
- BuxWV 108 – Wie schmeckt es so lieblich und wohl
- BuxWV 109 – Wie soll ich dich empfangen, Merseburger Kassel 1999, ISMN M-2007-0993-3
- BuxWV 110 – Wie wird erneuet, wie wird erfreuet
- BuxWV 111 – Wo ist doch mein Freund geblieben?
- BuxWV 112 – Wo soll ich fliehen hin?, Merseburger Kassel 1958

## Diverse vokalværker (BuxWV 113–135)

### Liturgiske værker
- BuxWV 113 – Benedicam Dominum in omni tempore (Motette für 6 Chöre), manuskript i Dübensamlingen, Bibliothek der Hansestadt Lübeck 2003
- BuxWV 114 – Missa brevis, Bärenreiter Kassel 1928 (21. Auflage 2007), ISMN M-006-40119-2

### Bryllupssarier
- BuxWV 115 – Auf, Saiten, auf! Laßt euren Schall erklingen!
- BuxWV 116 – Auf, stimmet die Saiten, Gott Phoebus tritt ein, manuskript i Dübensamlingen
- BuxWV 117 – Deh credete il vostro vanto
- BuxWV 118 – Gestreuet mit Blumen
- BuxWV 119 – Klinget für Freuden, ihr lärmen Klarinen
- BuxWV 120 – O fröhliche Stunden, o herrlicher Tag
- BuxWV 121 – Opachi boschetti
- BuxWV 122 – Schlagt, Künstler, die Pauken und Saiten

### Kanons
- BuxWV 123 – Canon duplex per Augmentationem
- BuxWV 124 – Divertissons-nous aujourd'hui
- BuxWV 124a – Canon quadruplex à 5 (til Johann Adam Reinckens ære)

### Værktitler uden bevaret musik
- BuxWV 125 – Christum lieb haben ist viel besser
- BuxWV 126 – Musik zur Einweihung des Fredenhagen-Altars (alter i Lübecks Marienkirche)
- BuxWV 127 – Pallidi salvete

### Abendmusik
- BuxWV 128 – Die Hochzeit des Lamms / Und die freudenvolle Einholung der Braut zu derselben (tabt)
- BuxWV 129 – Das allerschröcklichste und allererfreulichste, nemlich Ende der Zeit und Anfang der Ewigkeit
- BuxWV 130 – Himmlische Seelenlust auf Erden (tabt)
- BuxWV 131 – Der verlorene Sohn (tabt)
- BuxWV 132 – Hundertjähriges Gedicht (tabt)
- BuxWV 133 – Die Abendmusiken des Jahres 1700 (tabt)
- BuxWV 134 – Castrum doloris (tabt)
- BuxWV 135 – Templum honoris

## Orgelværker (BuxWV 136–225)
- BuxWV 136 – Präludium in C
- BuxWV 137 – Präludium in C
- BuxWV 138 – Präludium in C
- BuxWV 139 – Präludium in D
- BuxWV 140 – Präludium in d
- BuxWV 141 – Präludium in E
- BuxWV 142 – Präludium in e
- BuxWV 143 – Präludium in e
- BuxWV 144 – Präludium in F
- BuxWV 145 – Präludium in F
- BuxWV 146 – Präludium in fis
- BuxWV 147 – Präludium in G
- BuxWV 148 – Präludium in g
- BuxWV 149 – Präludium in g
- BuxWV 150 – Präludium in g
- BuxWV 151 – Präludium in A
- BuxWV 152 – Präludium in a (frygisk)
- BuxWV 153 – Präludium in a
- BuxWV 154 – Präludium in B
- BuxWV 155 – Toccata in d
- BuxWV 156 – Toccata in F
- BuxWV 157 – Toccata in F
- BuxWV 158 – Praeambulum
- BuxWV 159 – Ciacona in c
- BuxWV 160 – Ciacona in e
- BuxWV 161 – Passacaglia in d
- BuxWV 162 – Präludium in G (manualiter)
- BuxWV 163 – Präludium g
- BuxWV 164 – Toccata in G (manualiter)
- BuxWV 165 – Toccata in G
- BuxWV 166 – Canzona in C
- BuxWV 167 – Canzonetta in C
- BuxWV 168 – Canzonetta in d
- BuxWV 169 – Canzonetta in e
- BuxWV 170 – Canzona in G
- BuxWV 171 – Canzonetta in G
- BuxWV 172 – Canzonetta in G
- BuxWV 173 – Canzonetta g
- BuxWV 174 – Fuge in C
- BuxWV 175 – Fuge in G
- BuxWV 176 – Fuge in B
- BuxWV 177 – Ach Gott und Herr
- BuxWV 178 – Ach Herr, mich armen Sünder
- BuxWV 179 – Auf meinen lieben Gott
- BuxWV 180 – Christ, unser Herr, zum Jordan kam
- BuxWV 181 – Danket dem Herren, denn er ist sehr freundlich
- BuxWV 182 – Der Tag, der ist so freudenreich
- BuxWV 183 – Durch Adams Fall ist ganz verderbt
- BuxWV 184 – Ein feste Burg ist unser Gott
- BuxWV 185 – Erhalt uns, Herr, bei deinem Wort
- BuxWV 186 – Es ist das Heil uns kommen her
- BuxWV 187 – Es spricht der Unweisen Mund wohl
- BuxWV 188 – Gelobet seist du, Jesu Christ
- BuxWV 189 – Gelobet seist du, Jesu Christ
- BuxWV 190 – Gott der Vater wohn uns bei
- BuxWV 191 – Herr Christ, der einig Gottes Sohn
- BuxWV 192 – Herr Christ, der einig Gottes Sohn
- BuxWV 193 – Herr Jesu Christ, ich weiß gar wohl
- BuxWV 194 – Ich dank dir, lieber Herre
- BuxWV 195 – Ich dank dir schon durch deinen Sohn
- BuxWV 196 – Ich ruf zu dir, Herr Jesu Christ
- BuxWV 197 – In dulci jubilo
- BuxWV 198 – Jesus Christus, unser Heiland
- BuxWV 199 – Komm, heiliger Geist, Herre Gott
- BuxWV 200 – Komm, heiliger Geist, Herre Gott
- BuxWV 201 – Kommt her zu mir, spricht Gottes Sohn
- BuxWV 202 – Lobt Gott, ihr Christen, allzugleich
- BuxWV 203 – Magnificat Primi Toni
- BuxWV 204 – Magnificat Primi Toni
- BuxWV 205 – Magnificat Noni Toni
- BuxWV 206 – Mensch, willt du leben seliglich
- BuxWV 207 – Nimm von uns, Herr
- BuxWV 208 – Nun bitten wir den heiligen Geist
- BuxWV 209 – Nun bitten wir den heiligen Geist
- BuxWV 210 – Nun freut euch, lieben Christen g'mein
- BuxWV 211 – Nun komm, der Heiden Heiland
- BuxWV 212 – Nun lob, mein Seel, den Herren
- BuxWV 213 – Nun lob, mein Seel, den Herren
- BuxWV 214 – Nun lob, mein Seel, den Herren
- BuxWV 215 – Nun lob, mein Seel, den Herren
- BuxWV 216 – O Lux beata, Trinitas
- BuxWV 217 – Puer natus in Bethlehem
- BuxWV 218 – Te Deum laudamus
- BuxWV 219 – Vater unser in Himmelreich
- BuxWV 220 – Von Gott will ich nicht lassen
- BuxWV 221 – Von Gott will ich nicht lassen
- BuxWV 222 – War Gott nicht mit uns diese Zeit
- BuxWV 223 – Wie schön leuchtet der Morgenstern
- BuxWV 224 – Wir danken dir, Herr Jesu Christ
- BuxWV 225 – Canzonetta in a

Værkudgaver
- Sämtliche Orgelwerke in zwei Bänden und Supplementband, red. Philipp Spitta und Max Seifert, Leipzig 1903 (Førsteutgave av Spitta 1889)
- Sämtliche Orgelwerke in vier Bänden, red. Walter Kraft, Breitkopf & Härtel 1939
- Ausgewählte Orgelwerke in drei Bänden, red. Hermann Keller, Peters 1938/1939/1966
- Sämtliche Orgelwerke in vier Bänden, red. Josef Hedar, Edition Wilhelm Hansen 1952
- Sämtliche Orgelwerke in vier Bänden, red. Klaus Beckmann, Breitkopf & Härtel 1973
- Neue Ausgabe sämtlicher Orgelwerke in fünf Bänden, red. Christoph Albrecht, Bärenreiter 2007

## Værker for klaviaturinstrumenter (BuxWV 226–251)
- BuxWV 226 – Suite in C
- BuxWV 227 – Suite in C
- BuxWV 228 – Suite in C
- BuxWV 229 – Suite in C
- BuxWV 230 – Suite in C
- BuxWV 231 – Suite in C
- BuxWV 232 – Suite in D
- BuxWV 233 – Suite in d
- BuxWV 234 – Suite in d
- BuxWV 235 – Suite in e
- BuxWV 236 – Suite in e
- BuxWV 237 – Suite in e
- BuxWV 238 – Suite in F
- BuxWV 239 – Suite in F
- BuxWV 240 – Suite in G
- BuxWV 241 – Suite in g
- BuxWV 242 – Suite in g
- BuxWV 243 – Suite in A
- BuxWV 244 – Suite in a
- BuxWV 245 – Courant simble in a
- BuxWV 246 – Aria
- BuxWV 247 – Aria: More Palatino
- BuxWV 248 – Aria Rofilis
- BuxWV 249 – Aria
- BuxWV 250 – Aria
- BuxWV 251 – 7 Klavier-Suiten, in denen die Natur und Eigenschaft der Planeten artig abgebildet sind (tabt)

## Værker for strygere (BuxWV 252–275)
- BuxWV 252–258 – 7 triosonater (for fiolin, viola da gamba, basso continuo)
  - BuxWV 252 – Triosonate I in F
  - BuxWV 253 – Triosonate II in G
  - BuxWV 254 – Triosonate III in a
  - BuxWV 255 – Triosonate IV in B
  - BuxWV 256 – Triosonate V in C
  - BuxWV 257 – Triosonate VI in d
  - BuxWV 258 – Triosonate VII in e
- BuxWV 259–265 – 7 Triosonaten (for fiolin, viola da gamba, basso continuo)
  - BuxWV 259 – Triosonate I in B
  - BuxWV 260 – Triosonate II in D
  - BuxWV 261 – Triosonate III in g
  - BuxWV 262 – Triosonate IV in c
  - BuxWV 263 – Triosonate V in A
  - BuxWV 264 – Triosonate VI in E
  - BuxWV 265 – Triosonate VII in F
- BuxWV 266 – Sonate in C (for fiolin, viola da gamba, basso continuo)
- BuxWV 267 – Sonate in D (for fiolin, viola da gamba, basso continuo)
- BuxWV 268 – Sonate in D (for fiolin, viola da gamba, basso continuo), Edition Güntersberg Heidelberg 2005
- BuxWV 269 – Sonate in F (for fiolin, viola da gamba, basso continuo)
- BuxWV 270 – Sonate in F (for fiolin 1 og 2, basso continuo)
- BuxWV 271 – Sonate in G (for fiolin 1 og 2, viola da gamba, basso continuo)
- BuxWV 272 – Sonate in a (for fiolin, viola da gamba, basso continuo)
- BuxWV 273 – Sonate in B (for fiolin, viola da gamba, basso continuo)
- BuxWV 274 – Sonate (tabt?)
- BuxWV 275 – Sonate (tabt?)

## Appendiks

### Spuriøse værker
- Anhang 1 – Magnificat anima mea, Domine, Bärenreiter Kassel 2004, ISMN M-006-40337-0
- Anhang 2 – Man singet mit Freuden vom Sieg
- Anhang 3 – Oratorium in drei Akten, "Wacht! Euch zum Streit gefasset macht!" (også kaldt «Das Jüngste Gericht»), manuskript i Dübensamlingen, Carus Stuttgart 2007, ISMN M-007-09086-9
- Anhang 4 – Natalitia sacra
- Anhang 5 – Sonata
- Anhang 6 – Courante in d
- Anhang 7 – Courante in G
- Anhang 8 – Simphonie in G

### Fejlagtigt tilskrevne værker
- Anhang 9 – Erbarm dich mein, o Herre Gott
- Anhang 10 – Laudate Dominum omnes gentes
- Anhang 11 – Erhalt uns Herr, bei deinem Wort
- Anhang 12 – Suite in d
- Anhang 13 – Suite in g